# کبنه‌کایزه
کبنه‌کایزه (به سوئدی: Kebnekaise) با ارتفاع ۲۰۹۷٫۸ متر، بلند کوه و نقطه کشور سوئد است. این کوه در ۶۵ کیلومتری کیرونا قرار دارد. این کوه محدوده‌ای به وسعت ۵۰۰ کیلومتر مربع را در بر می‌گیرد. اولین کسی که به کبنه‌کایزه صعود کرد، یک مرد فرانسوی به نام چارلز رابوت بود. او موفق شد در سال ۱۸۸۳ این کوه را فتح کند. طول کوه متغیر است از آنجا که حدود ۲۰ - ۳۰ متر بالای کوه از یخچال تشکیل شده‌است و با دمای هوا این یخچال‌ها بالا و پایین می‌روند. در عین حال این کوه دارای دو قله است که در حال حاضر فقط ۸۰ سانتی‌متر با هم اختلاف ارتفاع دارند. این دو قله به نوردتاپن (قلهٔ شمالی) و سودتاپن (قلهٔ جنوبی) معروف هستند.

## کوتاه شدن کوه
با توجه به یخچال بودن بالای کوه، طول کوه با گرم شدن تدریجی کرهٔ زمین کوتاه‌تر می‌شود. در صدهٔ ۲۰ میلادی طول کوه حدود ۲۱۲۱ متر بوده‌است. در سال ۲۰۰۷ این میزان به ۲۱۰۴ متر رسید. در سال ۲۰۱۵ این میزان به ۲۰۹۷٫۸ متر برای قلهٔ جنوبی رسیدو ۲۰۹۷ برای قلهٔ شمالی رسید. 

## نام
کبنه‌کایزه نامی است که افراد سامی، مردم بومی شمال سوئد به این کوه داده‌اند. در زبان سامی، این کلمه معنی کتری می‌دهد. با این وجود اگر کسی به این کوه و محیط پیرامون آن نگاه کند بیشتر به یک دیگ شبیه است. در گذشته کبنه‌کایزه نام قلهٔ این کوه بوده‌است، ولی هم‌اکنون این کوه به‌طور کلی کبنه‌کایزه نامیده می‌شود. 

## برخورد هواپیمای نیروی هوایی نروژ
در ۱۵ مارس ۲۰۱۲، یک هواپیمای هرکولس سی-۱۳۰ نیروی هوایی نروژ به ضلع غربی این کوه برخورد کرد. این هوپیما حامل ۵ سرنشین، همگی افسران نروژی بود. در این حادثه همگی سرنشینان پس بر خورد هواپیما به کوه در آن کشته شدند.

## نگارخانه

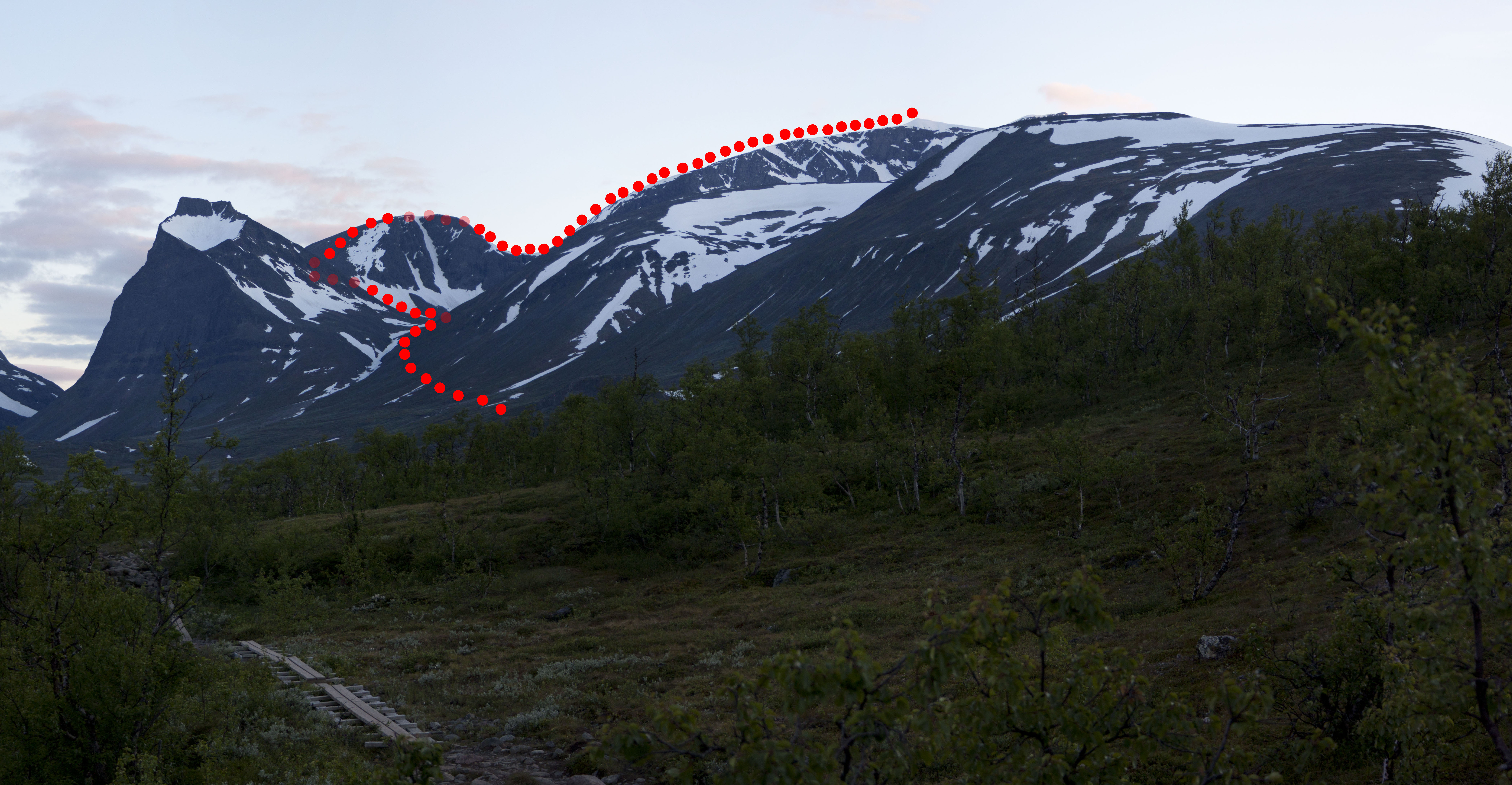
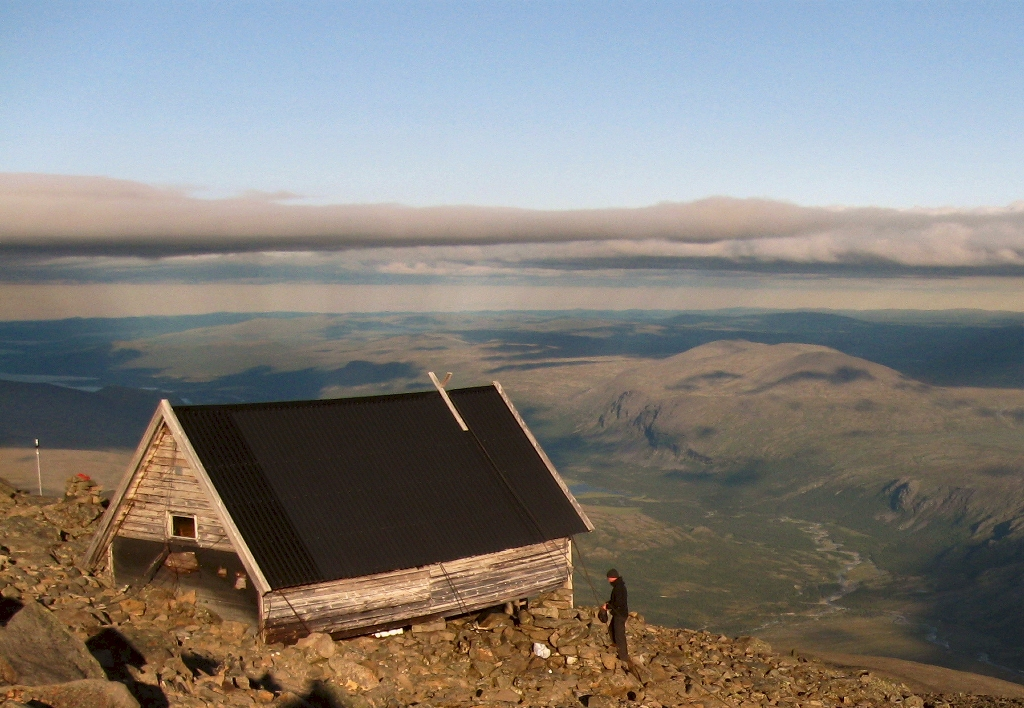
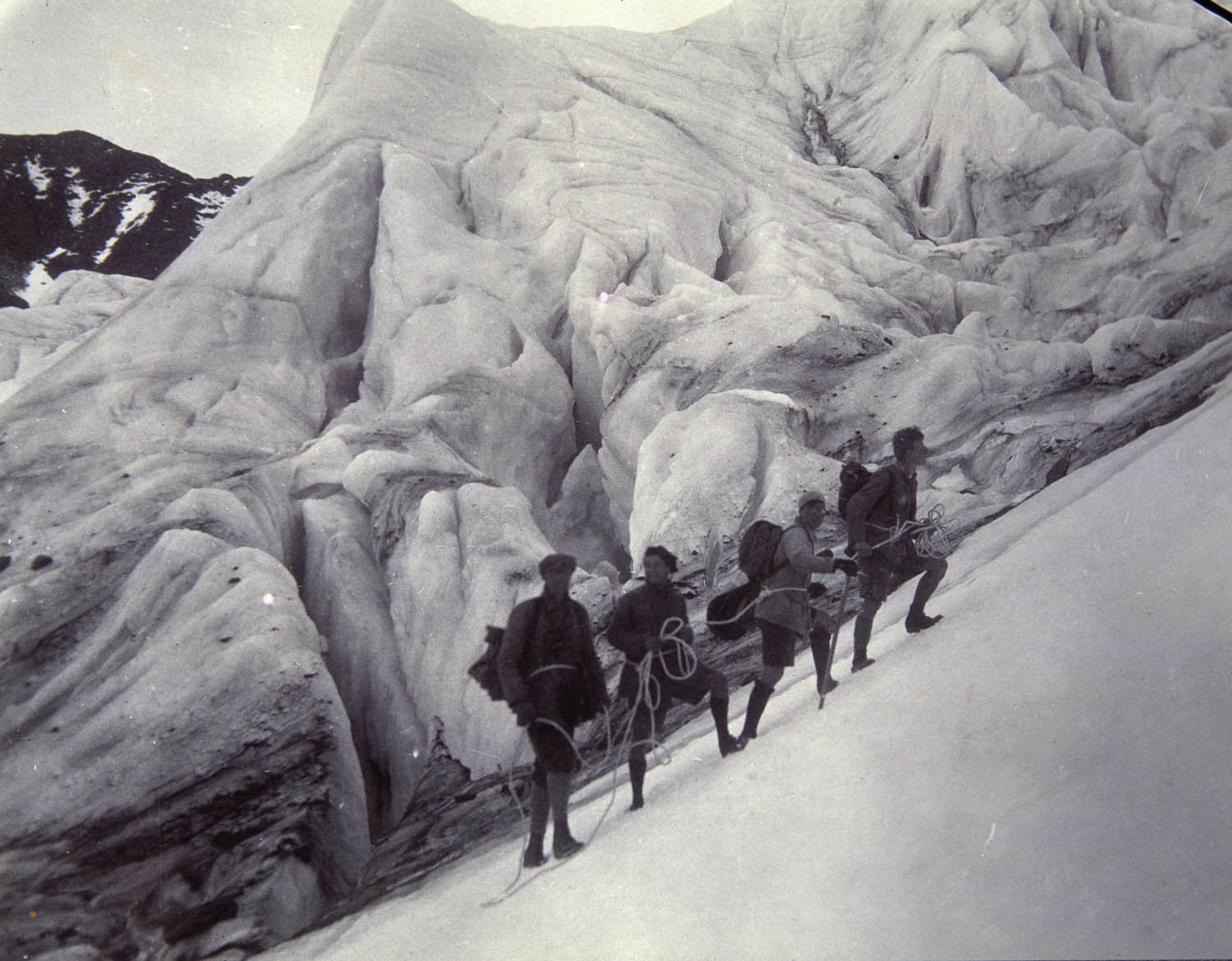
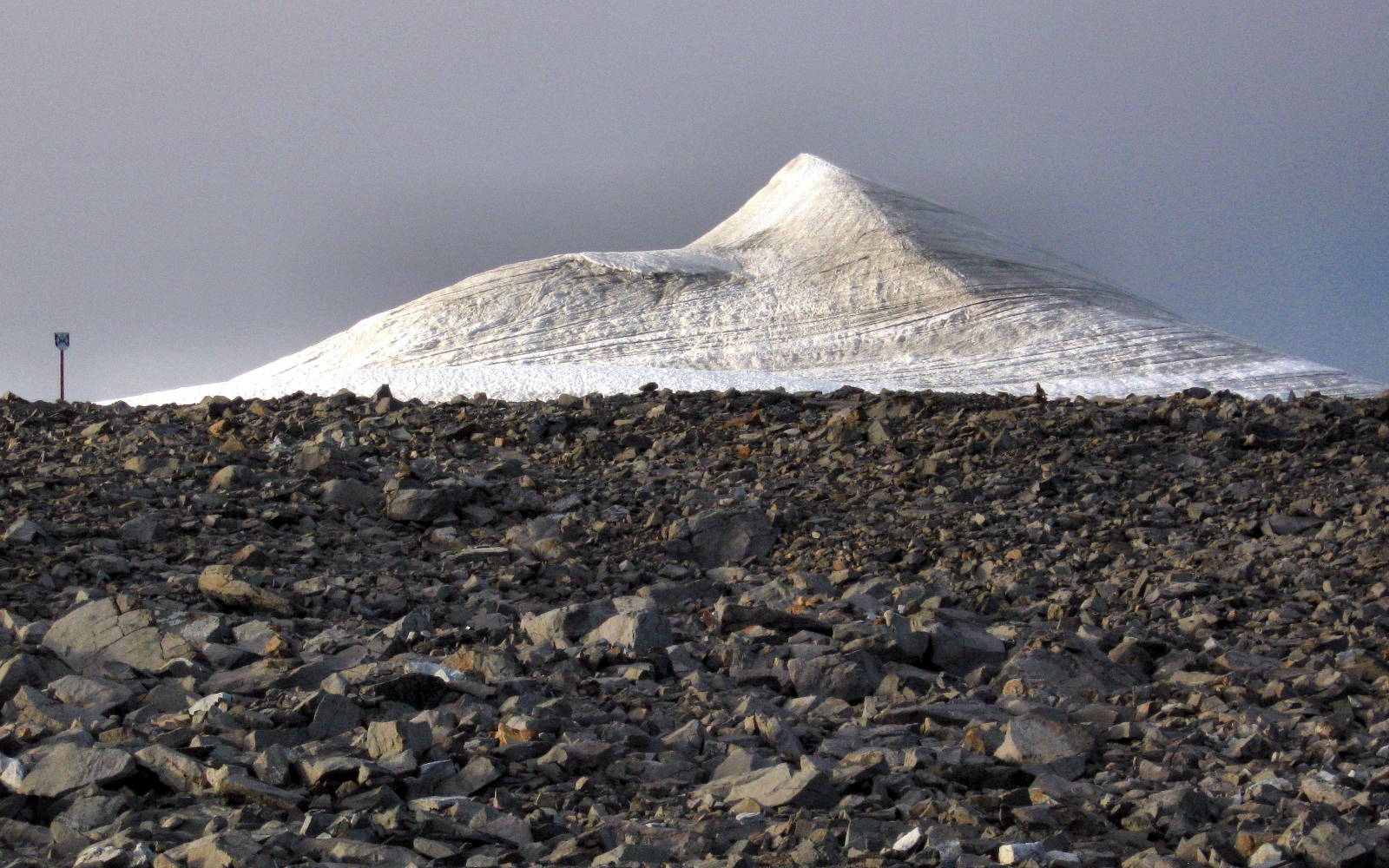